# Dmytro Pavlyčko
Dmytro Pavlyčko (ukr. Дмитро Васильович Павличко; Stopčativ, 28. rujna 1929.—29. siječnja 2023.) ukrajinski pjesnik, scenarist, kulturni povjesničar, književni prevoditelj, društveni aktivist i političar. 
Pavličko govori nekoliko svjetskih jezika, preveo je na ukrajinski nekoliko poznatih svjetskih djela.

## Životopis
Dmytro Pavlyčko je rođen 1929. u karpatskom selu Stopčativ (danas Ivano-Frankivska oblast). Sa svega 15 godina optužen je od sovjetskih vlasti za pomaganje Ukrajinske ustaničke armije (UPA) te je poput tisuće nevino optuženih osoba 1945. pritvoren. Nakon 12 mjeseci provedenih u zatvoru pušten je na svoj šesnaesti rođendan.
Godine 1953. Pavličko je završio psihologiju na Sveučilište Ivan Franko u Ljvivu. Uskoro se zaposlio u mjesnom časopisu «Žovten» (danas «Dzvin»), a nešto kasnije preselio se u Kijev gdje je radio u uredu Saveza pisaca Ukrajine. Od 1971. do 1978. uređivao je časopis «Vsesvit». Osamdesetih godina Pavličko postaje jednim od glavnih pokretača modernog demokratskog pokreta Ruh Ukrajine.

## Pavylčko i Hrvatska
Poznat je po javnom promicanju i prepoznavanju bliskosti između hrvatske i ukrajinske kulture, književnosti i jezika. U jednom od svojih javnih nastupa iznosi svoje mišljenje: „Hrvatsko pjesništvo za nas, Ukrajince – to je živa povijest duha srodnog naroda, čitajući je mi upoznajemo sebe, obogaćujemo se vjerom u svoju i hrvatsku nacionalnu, kulturnu i državnu neumrlost.”

## Djela
- Любов і ненависть, 1953.
- Моя земля, 1953.
- Чорна нитка, 1958.
- Правда кличе, 1958.
- Гранослов, 1968.
- Сонети подільської осені, 1973.
- Таємниця твого обличчя, 1974, 1979.
- Магістралями слова, літературна критика, 1978.
- Світовий сонет, переклади, 1983.
- Над глибинами, літературна критика, 1984.
- Спіраль, 1984.
- Поеми й притчі, 1986.
- Біля мужнього слова, літературна критика, 1988.
- Покаянні псалми, 1994.
- Антологія словацької поезії ХХ століття, 1997.
- Золоте ябко, 1998.
- Сонети В.Шекспіра, 1998.
- 50 польських поетів, 2000.
- Поезії Хосе Марті, 2001.
- Наперсток, 2002.
- Рубаї, 2003
- Сонети, (оригінальні твори й переклади), 2004.
- Не зрадь, 2005.
- Три строфи, 2007.
- Аутодафе, 2008.
- Мала антологія хорватської поезії, 2008.

## Vanjske poveznice
- Pavlyčkovo pjesništvo na engleskom